# Джажич, Павле
Павле Джажич (босн. Pavle Djajic; род. 3 августа 2006, Баня-Лука) — боснийский футболист, нападающий клуба «Борац».

## Клубная карьера
Джажич — воспитанник клуба «Борац». 26 мая 2024 года в матче против «Железничара» он дебютировал в чемпионате Боснии и Герцеговины. В своём дебютном сезоне игрок стал чемпионом страны.

## Достижения
Клубные
 «Борац» (Баня-Лука)
- Победитель чемпионата Боснии и Герцеговины — 2023/2024